# Splicing

Splicing cząsteczki pre-mRNA

Splicing, składanie genu, wycinanie intronów – usunięcie intronów (sekwencji niekodujących) i połączenie eksonów (sekwencji kodujących) z prekursorowego mRNA organizmów eukariotycznych. Proces ten zachodzi podczas obróbki posttranskrypcyjnej po to, by dojrzały mRNA, przygotowany do translacji, kodował ciągły łańcuch polipeptydowy (od kodonu start do stop). Splicing katalizowany jest przez kompleks białek i RNA zwany spliceosomem. W niektórych przypadkach następuje samowycinanie się intronów, bez udziału spliceosomu, funkcję katalityczną pełni wówczas RNA (rybozym).

## Mechanizm splicingu

Mechanizm splicingu RNA. Opis w tekście.

### Wycinanie intronów przez spliceosom
Intron, by podlegał poprawnemu wycięciu, musi posiadać sygnały: sekwencję GU na końcu 5' i sekwencję AG na końcu 3' (dla spliceosomu klasycznego, odpowiedzialnego za przeważającą większość reakcji wycinania intronów, natomiast dla spliceosomu alternatywnego odpowiednio AU i AC) oraz tzw. miejsce rozgałęzienia, w którym znajduje się nukleotyd adeninowy (A). Podczas reakcji splicingu sekwencje sygnałowe są rozpoznawane przez wchodzące w skład spliceosomu małe jądrowe RNA (snRNA), które tworzą komplementarne połączenia RNA-RNA z obszarami terminalnymi i miejscem rozgałęzienia intronu. Splicing dokonywany przez spliceosom oraz samowycinanie zaczynają się od ataku grupy 2'OH nukleotydu adeninowego z miejsca rozgałęzienia na pierwszy nukleotyd intronu (koniec 5'), co powoduje powstanie pętli. Następnie grupa 3'-OH uwolnionego eksonu atakuje ostatni nukleotyd intronu na końcu 3', dzięki czemu eksony się łączą i uwalniany jest intron w formie lassa.

### Samowycinające się introny
Samowycinanie intronów odbywa się bez udziału spliceosomu, kiedy sam intron pełni funkcję rybozymu. Istnieje kilka grup samowycinających się intronów. Reakcja autokatalitycznego splicingu z udziałem intronów grupy I rozpoczyna się od ataku guanozyny (pochodzącej z intronu lub z wolnego kofaktora) na miejsce splicingowe 5'. Dla intronów grupy II pierwszym etapem reakcji jest atak grupy 2'hydroksylowej adenozyny pochodzącej z intronu na miejsce splicingowe 5'. Następnie grupa 3'OH eksonu na końcu 5' atakuje miejsce splicingowe na końcu 3', i eksony się łączą. In vivo do zajścia reakcji samowycinania się wielu intronów potrzebne są dodatkowe białka, np. kodowane przez introny maturazy. Niektóre introny grupy II mogą funkcjonować jak transpozony, integrując do pozbawionych intronów alleli swojego genu.

## Splicing alternatywny
Splicing alternatywny to łączenie ze sobą różnych eksonów, niekoniecznie po kolei (według genu), albo z pominięciem niektórych, a niektóre introny nie są usuwane. W ten sposób z jednego fragmentu DNA może powstać więcej niż jedna cząsteczka mRNA, co jest źródłem zmienności białek. Rekord należy do genu Dscam Drosophila melanogaster, który ma 38 000 wariantów splicingowych. Ocenia się, że od 35 do 75% ludzkich genów podlega alternatywnemu splicingowi.

## Choroby związane z zaburzeniami splicingu
Zaburzenia splicingu mogą być przyczyną chorób. W dystrofii miotonicznej zmutowany RNA gromadzi się w komórkach, zaburzając splicing innych mRNA, co powoduje objawy choroby. Podobnie niektóre postacie retinopatii barwnikowej związane są z zaburzeniami splicingu.